# Jez Butterworth
Jeremy „Jez“ Butterworth je anglický dramatik, scenárista a filmový režisér. Uznání si získal především díky své jedinečné tvorbě pro současnou divadelní scénu, v jeho hrách se často prolínají témata mýtu, folklóru a realismu. Je držitelem ceny Tony a dvou cen Laurence Oliviera.
Butterworth zahájil svou divadelní kariéru temným komediálně-kriminálním dramatem Mojo (1995), které získalo cenu Laurence Oliviera za nejlepší komedii. Mezi jeho další významná díla patří například hra Jerusalem, kterou mnozí označují za „nejúchvatnější britskou divadelní hru 21. století“. V roce 2017 uvedl hru The Ferryman, zasazenou do období severoirského konfliktu známého jako „Trable“ (The Troubles). Hlavním hrdinou je bývalý dobrovolník Irské republikánské armády. Tato hra získala nejen cenu Laurence Oliviera za nejlepší novou hru, ale také prestižní cenu Tony za nejlepší hru. Butterworthova nejnovější hra, The Hills of California (2024), měla svou premiéru v Londýně a ještě téhož roku byla uvedena na Broadwayi.
Jeho režisérským debutem byl film Mojo (1997), který vznikl podle jeho stejnojmenné divadelní hry. Jeho scenáristická díla zahrnují například erotický thriller Nevěsta přes internet (2001), politické drama Lovná zvěř (2010), akční sci-fi Na hraně zítřka (2014), životopisný film o Jamesi Brownovi Get On Up – Příběh Jamese Browna (2014), kriminální drama Black Mass: Špinavá hra (2015), nebo sportovní drama Le Mans '66 (2019). Je také spoluautorem scénářů k filmu o Jamesi Bondovi Spectre (2015) a k pátému filmu ze série Indiana Jones Indiana Jones a nástroj osudu (2023).

## Život
Butterworth se narodil v březnu 1969 v Londýně. Má tři bratry: Toma (nar. 1966), Steva (nar. 1968) a Johna-Henryho (nar. 1976), a také sestru Joannu. Navštěvoval Verulam Comprehensive School v St Albans a poté pokračoval na St John's College v Cambridge, kde studoval anglický „tripos“ (systém třífázových studií na univerzitě v Cambridge). Promoval v roce 1991. Všichni jeho bratři se věnují filmovému nebo divadelnímu průmyslu: Steve pracuje jako producent, zatímco Tom a John-Henry jsou spisovatelé.

## Kariéra

### 1995–2008: Začátky
Butterworthova hra Mojo, která měla premiéru v Divadle Royal Court v roce 1995, získala rok po uvedení hned několik cen: cenu Laurence Oliviera za nejlepší novou komedii, cenu deníku Evening Standard pro nejslibnějšího mladého dramatika, cenu The Writer's Guild (Sdružení scenáristů), cenu George Devina a cenu Critic's Circle (Cena kruhu filmových kritiků). Butterworth také napsal a režíroval stejnojmennou filmovou adaptaci Mojo (1997). Ve filmu si zahrál britský dramatik Harold Pinter.
V roce 1999 se Butterworth stal jedním z držitelů ceny Europe Prize Theatrical Realities udělenou Divadlu Royal Court (společně se Sarah Kaneovou, Markem Ravenhillem, Conorem McPhersonem a Martinem McDonaghem). Butterworth byl spoluautorem scénáře a režisérem filmu Nevěsta přes internet (2001), který produkoval jeho bratr Steve. Jednu z hlavních rolí si zahrála Nicole Kidmanová.
Pozitivní recenze si získala i Butterworthova hra The Night Heron (2002), která měla premiéru taktéž v Divadle Royal Court. Jeden recenzent deníku The Guardian napsal: „Může být hra zároveň velmi dobrá i velmi špatná? Já věřím, že ano.“ Další z jeho her, The Winterling, se v Divadle Royal Court hrála v roce 2006. British Theatre Guide napsal: „The Winterling je místy náročná hra, ale i přes to obsahuje bohaté komické prvky.“ Jeho hra Parlour Song (2009) měla premiéru v Atlantic Theatre Company na Off-Broadwayi v New Yorku v březnu roku 2008 a doprovázely ji úžasné recenze. Hra se poté hrála i v divadle Almeida a Michael Billington z deníku The Guardian o ní napsal: „Po nevyzpytatelnějších The Night Heron a The Winterling Butterworth ukazuje, že má soucitné porozumění pro tichou beznaděj, která sužuje britská sídliště. Přesně vystihl každodenní šílenství skrývající se pod fádní rutinou blahobytu.“

### 2008–2016: Průlomové období:Jerusalem
Čtvrtou hrou pro Divadlo Royal Court byla hra Jerusalem (Jeruzalém). Ta měla premiéru v červenci 2009 a sklidila pozitivní recenze. Jerusalem je popisována jako „současný pohled na život v zelené a líbezné zemi [Anglii]“. V hlavní roli Johnnyho Byrona se představil Mark Rylance a ve vedlejší roli Gingera Mackenzie Crook. Hra byla v Divadle Royal Court zcela vyprodaná a získala si několik ocenění za nejlepší hru roku 2009 (Evening Standard Theatre Award a Critics' Circle Theatre Award). V lednu 2010 se stejným obsazením přešla do Divadla Apollo na Shaftenbury Avenue.
V dubnu 2011 měl Jerusalem premiéru na Brodwayi, kde si zahrála i řada britských herců z původní inscenace. Později téhož roku se hra vrátila do Londýna a opět se hrála v Divadle Apollo. V lednu 2014 měl Jerusalem premiéru v divadle San Fracisco Playhouse, kde také obdržela skvělé recenze a ohlasy. Jerusalem byl v roce 2011 nominován na Cenu Tony za nejlepší divadelní hru a Mark Rylance získal v roce 2011 Cenu Tony za nejlepší herecký výkon v divadelní hře. Jez a John-Henry Butterworthovi byli téhož roku jmenováni držiteli ceny Paula Selvina, kterou uděluje Writers Guild of America West's (Sdružení amerických scenáristů západu) za scénář k filmu Lovná zvěř (2010), který režíroval Doug Linman a hlavní role v něm ztvárnili Naomi Wattsová a Sean Penn.
Jeho další hra The River (Řeka), měla v Divadle Royal Court premiéru 26. října 2012 v hlavních rolích s Dominicem Westem, Laurou Donnellyovou a Mirandou Raisonovou, ve hře se také objevila Gillian Sakerová. V říjnu měla hra premiéru v omezeném rozsahu i na Brodwayi v Divadle Circle in the Square v hlavní roli s Hughem Jackmanem a v režii Iana Ricksona. Celkové přijetí hry bylo pozitivní, londýnští kritici shledali dílo „lyrickým“, „krásně napsaným“ a „protkaným úžasem a krásou“.

### 2017–2019: The Ferryman a chvála
Buterworthova hra The Ferryman (Převozník) měla premiéru v Divadle Royal Court v dubnu 2017. Režíroval ji Sam Mendes a velice rychle se stala nejprodávanější hrou v historii Royal Courtu. Děj se odehrává v roce 1981 na venkově v Jižním Armaghu a zaměřuje se na události okolo smrti hladovkářů IRA. Získala si 15 pětihvězdičkových recenzí, včetně těch od většiny prominentních britských deníků. Deník Irish Times uvedl, že: „Přestože je Butterworth Angličan, The Ferryman působí jako absolutně irská hra, a to nejen proto, že do sebe dialogy naprosto perfektně zapadají.“ The Huffington Post napsal, že jde o „jednu ze dvou nebo tří nejlepších her tohoto desetiletí“. Na druhou stranu, Sean O'Hagan z deníku The Guardian však napsal: „Pocházím ze Severního Irska a vůbec mi hra nesedí“ a také, že je to „tak blízko kulturnímu stereotypu, až je to urážlivé.“ O dva týdny později otiskl deník The Irish Times komentář herce a dramaturga Gerarda Leeho s názvem „In defence of The Ferryman“ (Na obranu Převozníka).
The Ferryman získal v roce 2017 Evening Standard Award za nejlepší hru, v roce 2018 Critics' Circle Award za nejlepší novou hru, téhož roku i WhatsOnStage Award za nejlepší novou hru a Olivier Award za nejlepší novou hru. V divadle Gielgud byla hra odehrána více než 350krát a v říjnu 2018 se přesunula na Broadway. V roce 2019 získala hra cenu Drama Desk Award za vynikající hru a cenu Tony za nejlepší hru. V roce 2019 napsal Butterworth scénář ke sportovnímu dramatu Le Mans '66 režiséra Jamese Mangolda, hlavní role ztvárnili Christian Bale a Matt Damon. Film si získal pozitivní recenze.

### 2020–současnost
V roce 2023 napsal pátý díl série Indiana Jones, Indiana Jones a Nástroj Osudu, který natočil společně s režisérem Jamesem Mangoldem. Film neměl velký komerční úspěch a získal si smíšené recenze. David Rooney z deníku The Hollywood Reporter napsal: „Je to velký, pompézní film, který jede v již zajetých kolejích, nikdy ve vás neprobudí mnoho emocí“ a dodal, že scénář „působí jako něco, co napsal nějaký výbor“.
V září 2024 měla na Broadwayi premiéru jeho nejnovější hra s názvem The Hills of California. Na této inscenaci spolupracoval s režisérem Samem Mandesem, jejich předchozí spolupráce, The Ferryman, sklidila velké úspěchy. Děj hry se odehrává v létě roku 1976 v Balckpoolu a zaměřuje se na sestry Webbovy, které se vracejí do domova, kde vyrůstaly. Tam se setkávají se svou umírající matkou. Než byla hra uvedena na Broadway, měla premiéru v únoru 2024 v divadle Harolda Pintera. Na hře spolupracoval se svou manželkou Laurou Donnellyovou, která se často objevuje v jeho hrách.

## Inspirace
Butterworth tvrdí, že jeho tvorbu zásadně ovlivnil anglický dramatik, básník a scenárista Harold Pinter, nositel Nobelovy ceny za literaturu za rok 2005. Butteworth řekl: „Harolda Pintera znám a nesmírně obdivuji. Má na mě obrovský vliv. Rozhovory s ním inspirovaly mou práci“.

## Dílo

### Filmy
| Rok  | Název                            | Režisér         |
| ---- | -------------------------------- | --------------- |
| 1997 | Mojo                             | Jez Butterworth |
| 2001 | Nevěsta přes internet            | Jez Butterworth |
| 2007 | Poslední legie                   | Doug Lefler     |
| 2010 | Lovná zvěř                       | Doug Liman      |
| 2014 | Na hraně zítřka                  | Doug Liman      |
| 2014 | Get On Up – Příběh Jamese Browna | Tate Taylor     |
| 2015 | Black Mass: Špinavá hra          | Scott Cooper    |
| 2015 | Spectre                          | Sam Mandes      |
| 2019 | Le Mans '66                      | James Mangold   |
| 2021 | Den vlajky                       | Sean Penn       |
| 2023 | Indiana Jones a nástroj osudu    | James Mangold   |

### Nepřiznané
- Cruella (2021) – úprava scénáře[26]

### Televizní pořady
| Rok       | Název                     | Poznámka        | Reference |
| --------- | ------------------------- | --------------- | --------- |
| 1993      | Night of the Golden Brain | Televizní film  |           |
| 1996      | Christmas                 | Televizní film  |           |
| 2017-2021 | Britannia                 | 26 epizod       | [ 27 ]    |
| 2019      | The Monologue Project     | Epizoda: „Mojo“ |           |
| 2022      | Savci                     | 6 epizod        | [ 28 ]    |
| 2024      | The Agency                | 10 epizod       | [ 29 ]    |

### Divadlo
| Rok  | Název                   | Poznámka                               | Reference |
| ---- | ----------------------- | -------------------------------------- | --------- |
| 1995 | Mojo                    | Divadlo Royal Court                    | [ 30 ]    |
| 2002 | The Night Heron         | Divadlo Royal Court                    |           |
| 2003 | The Night Heron         | Atlantic Theater Company, Off-Broadway |           |
| 2006 | The Winterling          | Divadlo Royal Court                    |           |
| 2008 | Parlour Song            | Atlantic Theatre Company, Off-Broadway |           |
| 2009 | Parlour Song            | Almeida Theatre                        |           |
| 2009 | Jerusalem               | Divadlo Royal Court                    |           |
| 2011 | Jerusalem               | Music Box Theater, Broadway            |           |
| 2012 | The River               | Divadlo Royal Court                    | [ 31 ]    |
| 2014 | The River               | Circle in the Square Theatre, Broadway |           |
| 2017 | The Ferryman            | Divadlo Royal Court                    | [ 32 ]    |
| 2018 | The Ferryman            | Bernard B. Jacobs Theatre, Broadway    |           |
| 2024 | The Hills of California | Harold Pinter Theatre                  |           |
| 2024 | The Hills of California | Broadhurst Theatre, Broadway           |           |

## Ocenění a nominace
V květnu 2007 Butterworth obdržel cenu E.M. Forstera udělovanou American Academy of Arts and Letters (Americká akademie umění a literatury). V červenci 2017 Butterworth oznámil, že odmítl nabídku na to, být jmenován důstojníkem Řádu britského impéria (OBE). Důvodem jeho rozhodnutí byla skutečnost, že konzervativní vláda Británie se zavázala uspořádat referendum o členství v Evropské unii.
| Rok  | Cena                           | Kategorie                         | Dílo                    | Výsledek  | Reference |
| ---- | ------------------------------ | --------------------------------- | ----------------------- | --------- | --------- |
| 1995 | Evening Standard Theatre Award | Nejslibnější mladý dramatik       | Mojo                    | Vyhrál    |           |
| 1996 | Cena Laurence Oliviera         | Nejlepší nová komedie             | Mojo                    | Vyhrál    |           |
| 1999 | Europe Theatre Prize           | Europe Prize Theatrical Realities |                         | Vyhrál    |           |
| 2010 | Cena Laurence Oliviera         | Nejlepší nová hra                 | Jerusalem               | Nominován |           |
| 2011 | Cena Tony                      | Nejlepší hra                      | Jerusalem               | Nominován | [ 35 ]    |
| 2017 | Critics' Circle Theatre Award  | Nejlepší nová hra                 | The Ferreyman           | Vyhrál    |           |
| 2018 | Cena Laurence Oliviera         | Nejlepší nová hra                 | The Ferreyman           | Vyhrál    |           |
| 2019 | Cena Tony                      | Nejlepší hra                      | The Ferreyman           | Vyhrál    | [ 36 ]    |
| 2024 | Cena Laurence Oliviera         | Nejlepší nová hra                 | The Hills of California | Nominován | [ 37 ]    |